# 寧遠縣 (崖州)
寧遠縣是隋代大業六年所置的一個縣，在今海南省。

## 隋代
隋代屬珠崖郡。

## 唐代
唐代屬振州

## 宋代
宋熙寧六年，廢崖州為朱崖軍，紹興六年廢朱崖軍，寧遠縣隸瓊州，紹興十三年復朱崖軍，屬朱崖軍，後改名吉陽軍，

## 元代
元代仍屬吉陽軍。

## 明代
明仍置，屬廣東瓊州府崖州，正統四年六月省入崖州。其轄地在今海南省崖州一帶地方。